# Gumchinmardi, Hukeri
Gumchinmardi là một làng thuộc tehsil Hukeri, huyện Belgaum, bang Karnataka, Ấn Độ.